# Der Lautenspieler (Boulogne)

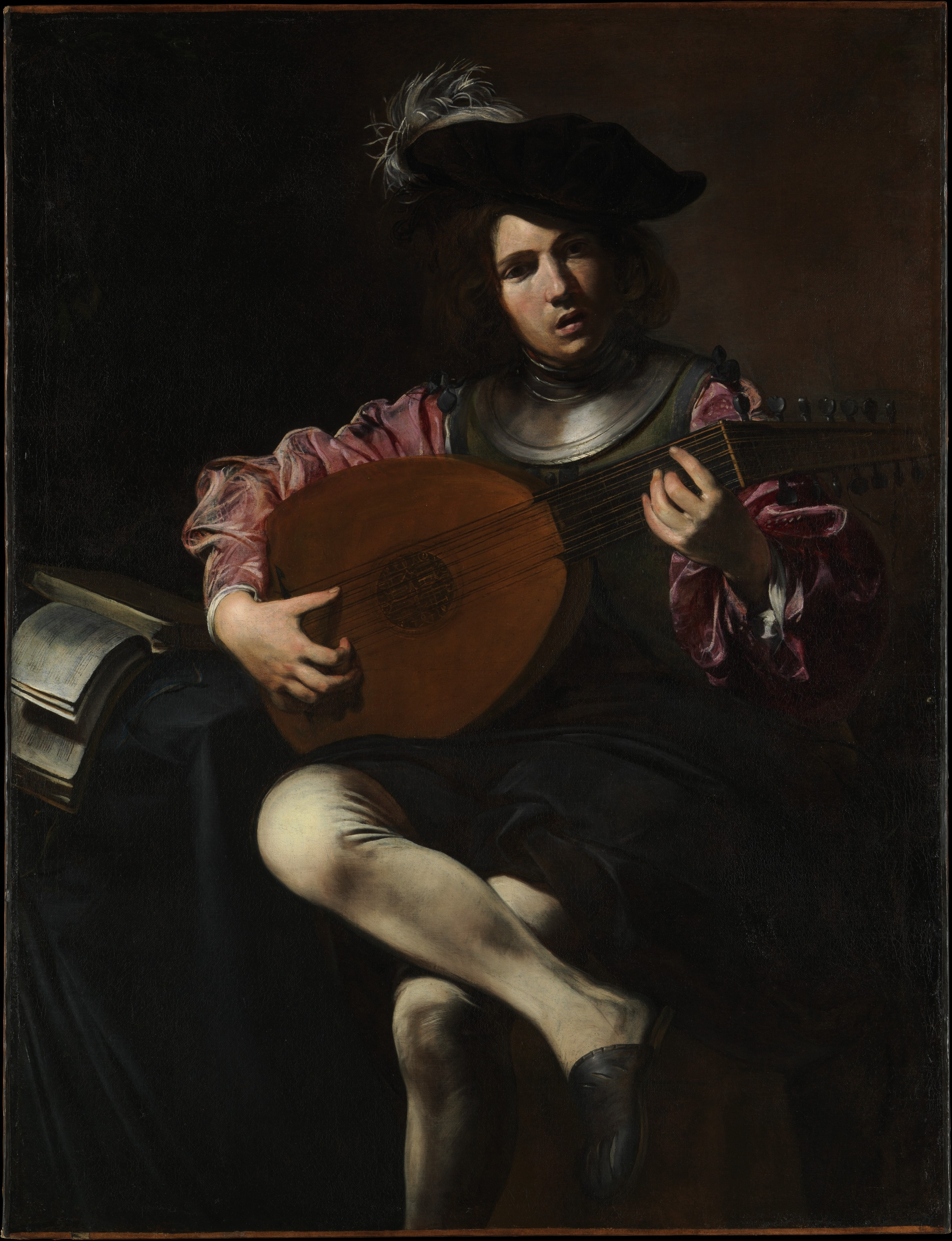

Der Lautenspieler ist ein Gemälde des französischen Malers Valentin de Boulogne, das einen jungen Soldaten mit einer Laute zeigt, der ein Liebes-Madrigal singt. Es hat die Maße 128,3 × 99,1 cm und ist im Metropolitan Museum ausgestellt. Ursprünglich war es Teil der Kunstsammlung von Kardinal Jules Mazarin, der acht Werke des Künstlers besaß. 
Die Figur ist ein Glücksritter, der zu seinen eleganten Kleidern ein stählernes Gorget trägt. Das Gemälde ist unter Boulognes Werken einzigartig, da es einen einzelnen Lautenspieler zeigt, als wäre er von einem mehrfigurigen musizierenden Ensemble isoliert. Es ist nicht festzustellen, ob der Lautenist Solo-Lautenmusik spielt oder ob er sich selbst beim Singen begleitet.  
Valentin de Boulogne war ein großer Verehrer Caravaggios. Sein Lautenspieler ist vielleicht ein Symbol für den Beinamen Amador (spanisch für Liebhaber), den Boulogne in Rom angenommen hatte. Dieses Bild stammt aus der Zeit um 1625/1626 und kann in gewissem Sinne selbstreferenziell sein. 
Ein sechszeiliges Notensystem im Musikbuch auf dem Tisch zeigt an, dass der Lautenist nicht daraus, sondern aus der Tabulatur liest, die ihm zeigt, wo er seine Finger auf das Instrument legen soll. Es ähnelt der heutigen Art der Gitarrentabulatur: Die Zahlen (oder Buchstaben) sagen dem Spieler, welche Bünde er mit den linken Fingern stoppen soll. Die sechs Linien repräsentieren die sechs Saitenpaare, die üblicherweise auf der Laute verwendet wurden. Die Laute ist ein rutschiges Instrument, um sie zu halten, drückt er sie gegen die Tischkante. Dies wurde auch getan, um die Lautstärke und Klangfülle zu erhöhen. Diese Details lassen vermuten, dass Valentin de Boulogne sowohl Musiker als auch Maler gewesen sein könnte, so wie viele prominente Künstler dieser Zeit.